# Schönburg, Sachsen-Anhalt
Schönburg är en kommun och ort i Burgenlandkreis i förbundslandet Sachsen-Anhalt i Tyskland.
Kommunen ingår i förvaltningsgemenskapen Wethautal tillsammans med kommunerna Meineweh, Mertendorf, Osterfeld, Molauer Land, Stößen och Wethau.